# تخت ملک (اندیکا)
تخت ملک، روستایی از توابع بخش آبژدان شهرستان اندیکا در استان خوزستان ایران است.	